# Bentley Systems
Bentley Systems stellt CAD-Software her. 

## Geschichte
Keith A. Bentley und sein Bruder Barry J. Bentley gründeten Bentley Systems im Jahr 1984. Sie brachten 1985 die kommerzielle Version von PseudoStation auf den Markt, die Benutzern von Intergraphs IGDS (Interactive Graphics Design System) die Verwendung von günstigen Graphik-Terminals zur Betrachtung und Bearbeitung der Designs ermöglichte. 1986 wurde MicroStation Version 1 veröffentlicht. 
Seit 2014 basieren einige Produkte auf der Cloud-Computing-Plattform Microsoft Azure.
Im September 2020 ging Bentley Systems an die Börse.

## Software
Die Hauptsoftware von Bentley ist MicroStation, eine 2D/3D-CAD-Plattform. Auf dieser Plattform werden von Bentley und Drittanbietern Spezialanwendungen erstellt. 
Bentley bietet auch das Produkt ProjectWise für Projektmanagement an. 
Bentleys Hauptkonkurrenten sind Autodesk, Intergraph, ESRI, Nemetschek und AVEVA. 